# 勒姆施泰特
勒姆施泰特是德国下萨克森州的一个市镇。总面积18.97平方公里，总人口784人，其中男性390人，女性394人（2011年12月31日），人口密度41人/平方公里。